# Wamba (Congo-Kinshasa)
Wamba is een plaats in het noordoosten van Congo-Kinshasa. Wamba is de zetel van een rooms-katholiek bisdom.

## Geboren in Wamba
- Marie Clémentine Anuarite Nengapeta (1939-1964), kloosterzuster, zalig verklaard in 1985